# Adam Ďurica
Adam Ďurica (ur. 1 listopada 1987 w Nitrze) – słowacki piosenkarz, kompozytor, tekściarz i producent.

## Życiorys
Początkowo był basistą i wokalistą zespołów Analógia i Storm. Wziął udział w programie Slovensko hľadá SuperStar (SHS1), gdzie uplasował się pośród TOP 50. Podjął współpracę z wytwórnią Universal Music, w 2006 r. wydając swój pierwszy album studyjny pt. Cukor a Soľ. W 2008 r. ukazała się kompilacja Mladá vlna, z trzema utworami piosenkarza.
W 2008 r. otrzymał nagrodę Slávik w kategorii objawienie roku, a w 2009 r. zajął piąte miejsce w plebiscycie. W 2009 r. został laureatem Carpathia Festival w Rzeszowie.